# Andre Roberts
Pour les articles homonymes, voir Roberts.
(en) Statistiques sur pro-football-reference
Andre McXavier Roberts (né le 9 janvier 1988 à Columbia) est un joueur professionnel américain de football américain évoluant au poste de wide receiver . Il est également utilisé comme punt returner et kick returner.

## Carrière

### Universitaire
Roberts fait ses études à la Citadel, université militaire de la Caroline du Sud. Il joue avec les Bulldogs pendant quatre saisons, effectuant 286 réceptions pour un gain de 3 743 yards et inscrivant 36 touchdowns.

### Professionnelle
Andre Roberts est sélectionné en 88e choix global lors du troisième tour du draft 2010 de la NFL par les Cardinals de l'Arizona. Lors de sa première saison en NFL (saison rookie), il joue quinze matchs (dont deux comme titulaire) et marque deux touchdowns.